# Geron albescens
Geron albescens är en tvåvingeart som beskrevs av Enrico Adelelmo Brunetti 1909. Geron albescens ingår i släktet Geron och familjen svävflugor. Inga underarter finns listade i Catalogue of Life.